# Groot-Perm
Groot-Perm (Russisch: Пе́рмь Вели́кая, Perm Velikaja) was een middeleeuwse Komi-staat in wat nu de Kraj Perm van de Russische Federatie is. De hoofdstad was Tsjerdyn. 
De oorsprong van de naam Perm is onbekend. In het verleden stond Tsjerdyn zelf naar verluidt bekend als "Groot Perm", terwijl de huidige stad Perm een moderne stichting is vernoemd naar het gebied. Tsjerdyn had de functie van centrale marktstad, en het is wel gesuggereerd dat "perm" gewoon een term voor "handelaren" of "markt" in de lokale Zurjeense taal was. Dezelfde naam wordt waarschijnlijk weerspiegeld in het toponiem Bjarmaland in de Noorse saga's. 
Het gebied van Groot-Perm stond in de middeleeuwse Arabische etnografie bekend als Wisu (ويسو wīsū). De term is misschien afgeleid van de Wepsen die rond het Ladogameer en de Boven-Soechona leefden. 

## Ligging en benaming
In oude Russische kronieken en verdragen wordt de naam "Perm", "Perem", "Permija" gebruikt voor het gebied ten westen van de Oeral aan de rivieren Petsjora, Vytsjegda, Kama en Wolga. Door tegenstrijdige gegevens in de oorspronkelijke bronnen is het echter moeilijk om de exacte grenzen van het gebied in enige bepaalde periode vast te stellen. Als men het oude Perm als woongebied van de Komi beschouwd, kan men zeggen dat het in het noorden aan de Nenetsen, in het oosten aan de Oeral en de Mansen, in het zuiden aan de Basjkieren en Oedmoerten, en in het westen aan Veliki Oestjoeg, Vologda en de Witte Zee grensde. 
"Perem" wordt voor het eerst vermeld in de Nestorkroniek (1110—1118) als een niet-Slavisch volk dat schatting moest betalen aan de Russen. In 1263 wordt het vermeld in de decreten van Jaroslav III Jaroslavitsj van Novgorod. Hier is waarschijnlijk sprake van Perm-Vytsjegda of Klein-Perm. In het Leven van de Heilige Stefan van Perm van Epiphanius de Wijze (geschreven 1396-1397) vindt men de naam "Groot-Perm" vermeld. 
In 16e- en 17e-eeuwse teksten gebruikte men de naam "Groot-Perm" als benaming van het hele gebied, en "Groot Perm-Tsjerdyn" voor de belangrijkste stad. In het cartografische Boek van de Grote Tekening (1627) vindt men "Oud-Perm" als de naam van de stad Oest-Vym aan de Vytsjegda en "Klein-Perm" of "Permtsa" als de naam van een volost in de Solvytsjegodsk regio.

## Geschiedenis
Het vorstendom Groot-Perm was gevestigd in het Boven-Kamagebied en onderhield nauwe banden met het nabijgelegen Perm-Vytsjegda of Klein-Perm. Beide Perm-staten betaalden sinds de 9e of 10e eeuw schatting aan Novgorod. 
In de 10e eeuw stond het gebied onder de heerschappij van Wolga-Bulgarije. Erdoorheen liep een belangrijke handelsroute naar Siberië. 
In de 13e eeuw kwam het gebied binnen de invloedssfeer van de Gouden Horde.
Perm-Vytsjegda werd in de 14e eeuw door Stefan van Perm gekerstend. Groot-Perm volgde kort daarop.
Na de ineenstorting van de Gouden Horde kwam Moskou op als regionale macht. Gelegen tussen de drie machten Moskou, Novgorod en Kazan, genoot Groot-Perm een grotere onafhankelijkheid dan Perm-Vytsjegda. In 1451 verkreeg een vorstenhuis controle over beide gebieden, met de titels Vym (Vymski) en Groot-Perm (Velikopermski). 
In 1472 stuurde Ivan III, onder het voorwendsel dat de Permiërs handelaren uit Moskou slecht behandeld hadden, knjaz Fjodor Pjostri met een leger naar Perm. Deze nam vorst Michail van Perm gevangen en bracht het gebied onder de heerschappij van Moskou. Datzelfde jaar stichtte Pjostri de nederzetting Poktsja als zetel van de gouverneur, die later naar Tsjerdyn zou verhuizen. Aan het eind van zijn regeerperiode stelde Ivan III Michael van Perm aan als de nominale heerser van de provincie. Diens zoon Matteüs van Perm werd uiteindelijk in 1505 door Vasili III van Moskou afgezet.
Vanaf het midden van de 16e eeuw kwamen grote delen van Perm in het bezit van de Stroganov-familie. Nog tot aan het begin van de 18e eeuw werd de naam Groot-Perm in officiële documenten gebruikt voor het Boven-Kamagebied.